# Philipp Carl Strahl
Philipp Karl Joseph Strahl (Rufname Philipp Strahl, russisch: Филипп Штраль; * 1781; † 6. Mai 1840 auf dem Meer während der Rückfahrt von England zum Kontinent) war ein deutscher Historiker.

## Leben
Er war Doktor der Jurisprudenz, des Kanonischen Rechts und der Philosophie,
Nach Studien bei August Ludwig von Schlözer in Göttingen und einem siebenjährigen Aufenthalt in Russland war er seit 1818 Lektor der englischen, französischen und russischen Sprache und außerordentlicher Professor an der Universität Bonn. 1827 wurde er an der Universität Bonn zum ordentlichen Professor der historischen Hilfswissenschaften berufen. Philipp Strahl war Mitglied der Akademie der Wissenschaften zu Erfurt.
Er war mit Maria Antoinette, geborene Klöppel verheiratet. Er hatte 4 Kinder.

## Publikationen
- Новая теоретико-практическая нѣмецкая грамматика. Moskau 1815
- Übersetzung von: Thomas Campbell: Kurze Geschichte der Englischen Poesie, Elberfeld 1825 (online)
- Beytraege zur russischen Kirchengeschichte, Halle 1827 (nur ein Band erschienen)
- Das gelehrte Russland, Verlag von Friedrich Fleischer, Leipzig 1828 (online)
- Geschichte der russischen Kirche, 1831 (online)
- mit Ernst Herrmann: Geschichte des russischen Staates (Geschichte der europäischen Staaten / ed. A.H.L. Heeren & F.A. Ekert), 7 Bände, F. A. Perthes, Hamburg/Gotha 1831–1860

- - Band 1 / Philipp Strahl. Von den ältesten Zeiten bis zum Einbruche der Tataren 1224 / Friedrich Perthes, Hamburg, 1832. - xviii + 480 Seiten.[3]
  - Band 2 / Philipp Strahl. 1224-1505. Friedrich Perthes, Hamburg, 1839. - 442 Seiten.[4][5]
  - Band 3 / Philipp Strahl (gest. 1840), Ernst Herrmann. 1505-1682. Friedrich Perthes, Hamburg, 1846. - xxiv + 793 Seiten.[6] / Nabu Press, 2010. - 824 p.[7]
  - Band 4 / Ernst Herrmann. 1682-1741. Bei Friedrich Perthes, Hamburg. 1849. xxii + 695 Seiten.[8]
  - Band 5 / Ernst Herrmann. 1742-1775. 1853. - xviii + 714, [1] S.
  - Band 6 / Ernst Herrmann. 1775-1792.
  - Ergänzungs-Band / Ernst Herrmann. Diplomatische Correspondenzen aus der Revolutionszeit 1791-1797. Gotha 1861 / Nabu Press, 2012. - 726 pages. / Forgotten Books, 2018. - 830 pages.
- De commercio quod Germani cum Russis, praecipue cum Novogardensibus aevo medio exercuerunt. Bonn 1834